# Zetelroof (parlement)
Zetelroof is een pejoratieve aanduiding voor een parlementaire afsplitsing, waar een gekozen politicus diens politieke fractie verlaat maar de zetel niet afstaat en bijvoorbeeld doorgaat als eenmansfractie of als onderdeel van een andere fractie. De politicus "rooft" dan zogezegd de zetel van de politieke partij waarvoor hij of zij is verkozen. Hoewel pejoratief van aard, word de term in Nederland vaak gebruikt voor deze handelswijze. Zetelroof kan plaatsvinden in nationale parlementen, maar ook in andere verkozen bestuursorganen zoals provinciale staten of gemeenteraden. 
Neutralere bewoordingen voor zetelroof zijn parlementaire afsplitsing of fractieafsplitsing.

## Betwiste terminologie
Hoogleraar staatsrecht Douwe Jan Elzinga noemt de term zetelroof verwerpelijk. Volgens Elzinga kan een gekozen volksvertegenwoordiger rechtmatig beschikken over zijn of haar zetel en is er geen sprake van roof. Een individuele volksvertegenwoordiger wordt beschermd in de Grondwet, via artikel 67 lid 3: ‘De leden [van de Staten-Generaal] stemmen zonder last.’ Dit wordt het vrije mandaat genoemd. De Grondwet verbiedt het dus niet om een eigen standpunt in te nemen en uit een fractie te stappen. Het vertrekken uit een politieke fractie als iemand het niet eens is met die fractie wordt dan ook wel gezien als veiligheidsklep, bijvoorbeeld tegen fractiediscipline.

## Geschiedenis van de term
Een vroege aanduiding van zetelroof in de lokale politiek dateert uit 1901, vanwege een kwestie in Maassluis.

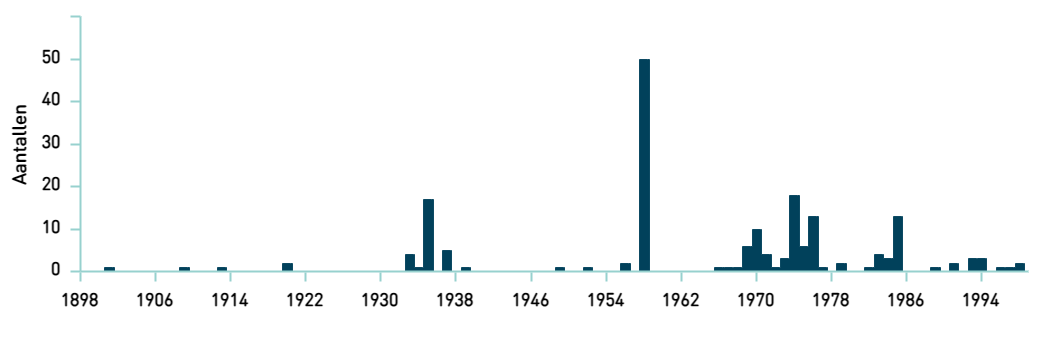
Voorkomen van de term zetelroof in Nederlandse kranten vanaf 1901.

Uit gegevens in Nederlandse kranten blijkt er een piek in het voorkomen van de term op te zijn getreden in 1958. In dat jaar werd volgens Henk Gortzak onder zetelroof iets anders verstaan, namelijk "een zetel bezet houden en praktisch nooit in de Kamer komen, bijna nooit aan het werk van de fractie deelnemen". Dit verwijt werd geuit richting Paul de Groot, partijleider van de Communistische Partij van Nederland en overtuigd stalinist. Gortzak moest daarna de Tweede Kamerfractie van de CPN verlaten en ging verder in de Brug-groep.

## Redenen voor "zetelroof"
Afsplitsingen komen vooral bij lokale gemeentelijke partijen voor. Soms wil een opvolger van een vertrekkend raadslid niet de partij vertegenwoordigen waarvoor hij op de kieslijst stond. Ook worden wel principiële verschillen van inzicht genoemd, of zijn gebeurtenissen in de landelijke politiek van invloed op de lokale politiek. In de eerste maanden na de verkiezingen stappen raadsleden relatief vaak uit een fractie, bijvoorbeeld omdat ze niet de functie kregen die zijn ambieerden, zoals wethouder. Ook komt het voor dat de kandidatenlijst niet zorgvuldig is samengesteld.

## Weerstand
Politieke partijen beschouwen zetels in het parlement veelal als hun eigendom. Politici worden immers verkozen op basis van de lijst die de politieke partij heeft ingediend , het is zelden dat iemand genoeg voorkeursstemmen heeft voor een "eigen" zetel.  Partijen vinden afsplitsingen dan ook onwenselijk. In de twintigste eeuw maakten politieke partijen wel eens afspraken over het afstand doen van de zetel in geval van een conflict. In 1988 oordeelde de De Hoge Raad dat dit soort afspraken nietig zijn.  Een fractie of een politieke partij kan er ook niets tegen ondernemen.
De verontwaardiging in een fractie kan heel groot zijn. De leden van een fractie kunnen het onrechtvaardig vinden als iemand, die dankzij de partij in het parlement gekozen is, na de verkiezingen uit de partij en uit de fractie vertrekt. Het wordt dan ook wel beschouwd als een vorm van kiezersbedrog.
De Tweede Kamer als geheel vindt het ontstaan van nieuwe (eenpersoons)fracties ook lastig en stelde in december 2015 dan ook een werkgroep Fractievorming in. Die werkgroep stelde voor om de spreektijd en de status van zogenoemde zetelrovers te beperken. Zij zouden ook geen recht meer hebben op een fractiebudget.  Als een fractie wordt gesplitst, dan wordt de financiële tegemoetkoming die de fractie kreeg, namelijk verdeeld over de nieuwe fracties, naar evenredigheid van het aantal leden. In december 2016 werden deze maatregelen door de Tweede Kamer overgenomen.
Het verschijnsel dat een politicus een fractie verlaat komt ook voor bij Provinciale Staten, in gemeenteraden en waterschappen. Zo pleitte toenmalig fractievoorzitter van de PVV in Gelderland, Marjolein Faber er in 2018 voor om het afsplitsen onaantrekkelijk te maken.

## Voorbeelden
In Nederland was er tussen 1917 en 2017 in 58 gevallen sprake van zogeheten "zetelroof" in de Tweede Kamer. In dezelfde periode waren er vijf gevallen in de Eerste Kamer.
Grotere groeperingen die ontstaan bij een parlementaire afsplitsing worden vernoemd naar de fractievoorzitter, zoals bijvoorbeeld de Groep Nijpels (1995-1998) of de Groep Nawijn (2005-2006) in de Nederlandse Tweede Kamer. Soms wordt vanuit een afsplitsing een nieuwe politieke partij opgericht. Deze zijn over het algemeen echter weinig succesvol met als een van de uitzonderingen PVV uit Groep Wilders (2004-2006) en Nieuw Sociaal Contract van Pieter Omtzigt.
Voorbeelden van individuele politici die vertrokken uit hun fractie met behoud van hun zetel:
- Jacques de Milliano werd in 1988 van zetelroof beschuldigd, toen hij uit de CDA fractie wilde stappen.[13]
- Geert Wilders verliet de VVD in 2004 en begon met de PVV.[3]
- Rita Verdonk[3] werd in 2007 uit de fractie van de VVD gezet en begon met Trots op Nederland.
- Louis Bontes[3] verliet de PVV-fractie in 2013 terwijl Joram van Klaveren hetzelfde deed in 2014. Zij gingen beiden naar VoorNederland.
- Norbert Klein[3] was eerst lid van  50PLUS, verliet de fractie in 2014 en startte de Vrijzinnige Partij
- Tunahan Kuzu en Selçuk Öztürk[3] verlieten de PvdA-fractie in 2014 en begonnen later de politieke partij DENK
- Johan Houwers werd in 2015 verweten zetelroof te plegen door toenmalig VVD fractievoorzitter Halbe Zijlstra.[14] Houwers - die eerder beschuldigd was van hypotheekfraude, werd vervolgens door het VVD bestuur geroyeerd.
- Jacques Monasch trok zich in 2016 terug als kandidaat-lijsttrekker van de Partij van de Arbeid, bleef in de Tweede Kamer en richtte een partij op, Nieuwe Wegen.[2]
- Femke Merel van Kooten verliet de fractie van de Partij voor de Dieren in 2019 en sloot zich later aan bij 50Plus, om ten slotte een eigen partij te beginnen. Zij werd geroyeerd als lid van de Partij voor de Dieren.